# Дубовица (Смоленская область)
Дубовица — деревня в Шумячском районе Смоленской области России. Расположена в юго-западной части области, в 9 км к западу от Шумячей, на левом берегу реки Остёр, в 7 км к северу от автодороги А101 Москва — Варшава («Старая Польская» или «Варшавка»).
Население — 28 жителей (2007 год). Входит в состав Озёрного сельского поселения.

## История
Бывшая деревня Мстиславского воеводства, Великого Княжества Литовского.
В XVII в. здесь находилась усадьба польских помещиков Голынских. На обрывистом берегу р. Остёр стоял панский дом и располагались хозяйственные постройки, был посажен сад и разбит парк, вырыто озеро, возведен замок и построен костёл. Который после восстания 1863—1864 годов, перестроили в православный храм
По официальным данным на 1866 год белорусы составляли 94,7 % населения.
25 марта 1918 года согласно Третьему Уставу Дубовица была провозглашена частью Белорусской Народной Республики. 1 января 1919 года согласно постановлению I съезда Коммунистической партии Беларуси она вошла в состав Белорусской ССР, но 16 января Москва вместе с другими этнически белорусскими территориями приняла село в состав РСФСР.

## Достопримечательности
Памятники археологии:
- Неолитическая стоянка на левом берегу Остра в 2,5 км южнее деревни 3-4 тысячелетия до н. э.
- Селище IX -XIII века в 1 км к югу от деревни на правом берегу Остра.
- Селище XI -XVI века в 3 км к югу от деревни на левом берегу Остра.
- Курганная группа (65 шаровидных курганов высотой до 3,5 м) в 2 км южнее деревни на левом берегу Остра.
- Курганная группа (6 шаровидных курганов высотой до 0,7 м) в 2 км северо-восточнее деревни на левом берегу Остра.